# Massengräber in Bohinj
Auf dem Gebiet der heutigen Gemeinde Bohinj wurden  Massengrab aus der Zeit um den Zweiten Weltkrieg gefunden.

## Ravne v Bohinju
- Das Schachtgrab bei Jate (Grobišče Brezno na Jatah) befindet sich in den Wäldern südwestlich der Siedlung. Der Schacht enthält die Überreste von zwei Menschen, die während des Krieges in die Höhle geworfen wurden.[1]

## Ukanc
- Das Massengrab bei Ukanc (Pri Ukancu) befand sich am Westufer des Bohinjer Sees, enthielt die Überreste kroatischer Opfer und wurde exhumiert.[2]